# Okres Moesa
Okres Moesa (německy Region Moesa, italsky Regione Moesa) je jedním z 11 okresů kantonu Graubünden ve Švýcarsku, které vznikly v důsledku územní reformy k 1. lednu 2016.
Zahrnuje zejména údolí stejnojmenné řeky. Jde o jeden ze dvou okresů Graubündenu, ve kterém je úředním jazykem italština.

## Seznam obcí
| Znak                   | Název obce             | Počet obyvatel (31. 12. 2022) | Rozloha (km²) | Hustota zalidnění (obyv./km²) |
| ---------------------- | ---------------------- | ----------------------------- | ------------- | ----------------------------- |
| Buseno                 | Buseno                 | 83                            | 11,15         | 7                             |
| Calanca                | Calanca                | 217                           | 37,72         | 6                             |
| Cama                   | Cama                   | 658                           | 14,99         | 44                            |
| Castaneda              | Castaneda              | 268                           | 3,96          | 68                            |
| Grono                  | Grono                  | 1513                          | 37,12         | 41                            |
| Lostallo               | Lostallo               | 856                           | 50,87         | 17                            |
| Mesocco                | Mesocco                | 1365                          | 164,77        | 8                             |
| Rossa                  | Rossa                  | 158                           | 58,89         | 3                             |
| Roveredo               | Roveredo               | 2625                          | 38,80         | 68                            |
| San Vittore            | San Vittore            | 875                           | 22,06         | 40                            |
| Soazza                 | Soazza                 | 332                           | 46,42         | 7                             |
| Santa Maria in Calanca | Santa Maria in Calanca | 121                           | 9,31          | 13                            |
| Celkem (12)            | Celkem (12)            | 9071                          | 496,06        | 18                            |